# Герман фон Зальца
Герман фон Зальца (нім. Hermann von Salza; близько 1179, Бад-Лангензальца — 20 березня 1239, Салерно) — великий магістр Тевтонського ордену (1209–1239).

## Життєпис

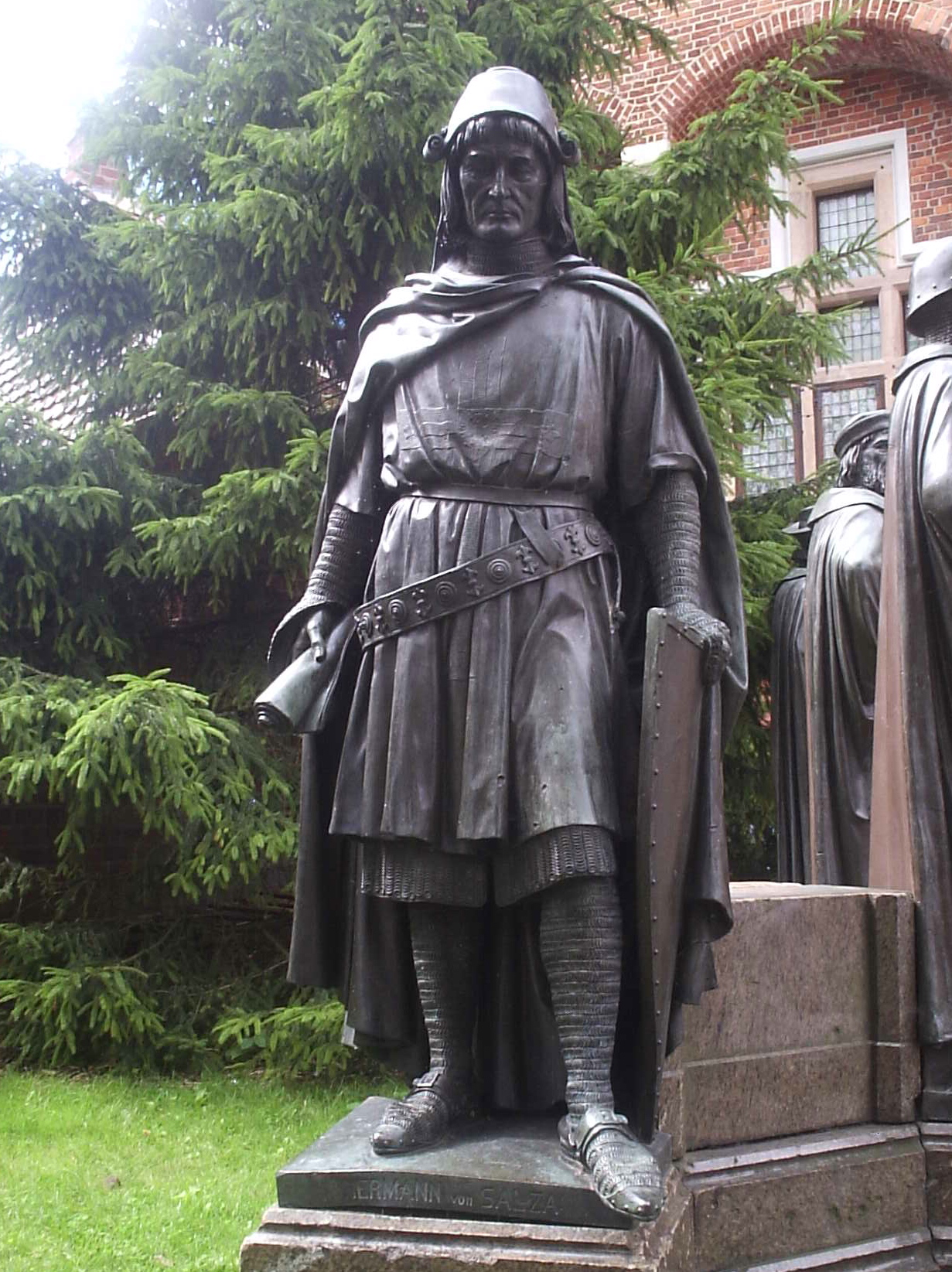
Герман фон Зальца

Він був довіреною особою імператора Фрідріха II, а з 1222 — посередником між ним і Папою римським Григорієм IX. Папа теж цінував здібного лицаря, і Герман домігся того, що Тевтонський орден отримав такі ж привілеї, як старіші ордени Іоаннітів і Тамплієрів. Кожна зустріч Германа з Папою чи з імператором закінчувалося новими подарунками та привілеями для Ордену. У Папи він, перш за все, домігся рівного статусу Тевтонського ордену зі згаданими орденами і включення до його складу Лівонського ордену (1237), імператор подарував ордену Пруссію. Важливість ролі Германа як посередника між імператором і Папою підкреслює та обставина, що після його смерті папа Григорій IX та імператор Фрідріх II більше не знаходили спільної мови.
Герман фон Зальца був спритним і енергійним політиком. Розуміючи, що панування хрестоносців на Близькому Сході недовговічне, він зробив спроби створення орденської держави на європейському континенті. 1211 року він прийняв запрошення угорського короля Андраша II перебазувати основні сили Тевтонського ордену в Трансільванію в обмін на зобов'язання захищати угорські землі від набігів половців. Однак коли Герман фон Зальца підніс даровану йому Андрашем II угорську землю римському папі як лен, 1225 року король вигнав тевтонів з Угорщини.
Не минуло й року, як Герман фон Зальца уклав договір з польським князем Конрадом Мазовецьким. За договором, орден отримав Хелмнську землю в обмін на зобов'язання боротися з прусами. Так було покладено початок держави Тевтонського ордену у Східній Прибалтиці.